# Iván Pedroso
Iván Lázaro Pedroso Soler (* 17. Dezember 1972 in Havanna) ist ein ehemaliger Weitspringer aus Kuba. Er ist Olympiasieger und vierfacher Weltmeister.

## Sportkarriere
Pedroso übersprang bereits als 17-Jähriger die Acht-Meter-Marke. Zu Beginn seiner Karriere fand er in Carl Lewis und Mike Powell noch starke Konkurrenz. Nach deren Rücktritt vom aktiven Leistungssport stieg Pedroso zum dominierenden Athleten im Weitsprung auf. Von 1993 bis 2001 gewann er fünfmal in Folge den Titel bei den Hallenweltmeisterschaften. Bei den Weltmeisterschaften im Freien siegte er viermal in Folge: 1995 in Göteborg, 1997 in Athen, 1999 in Sevilla und 2001 in Edmonton.
Seine sportliche Laufbahn krönte er bei den Olympischen Spielen 2000 in Sydney, als er mit der Weite von 8,55 m die Goldmedaille gewann. Vier Jahre zuvor war er bei den Spielen in Atlanta nur Zwölfter geworden.
Der WM-Titel 2001 war sein letzter großer internationaler Triumph. Bei den Olympischen Spielen 2004 in Athen, seinem letzten größeren Wettbewerb, erreichte Pedroso den siebten Platz.
Am 29. Juli 1995 sprang Pedroso in Sestriere 8,96 m weit, einen Zentimeter über dem bestehenden Weltrekord von Mike Powell von 1991. Der gemessene Rückenwind war mit 1,2 m/s zulässig, jedoch zeigten Videoaufnahmen einen italienischen Trainer, der sich vor dem Windmessgerät aufhielt und es dadurch abschirmte. Der Sprung wurde deshalb nicht als Weltrekord anerkannt. Am 18. Juli 1995 absolvierte er mit 8,71 m seinen offiziell weitesten Sprung in Salamanca.
Ivan Pedroso hat bei einer Größe von 1,76 m ein Wettkampfgewicht von 66 kg. Ende 2007 gab er seinen Rückzug aus dem Leistungssport bekannt.
Seit 2010 arbeitet er als Trainer des französischen Dreispringers Teddy Tamgho.
Zudem ist er seit 2015 Trainer der Venezolanerin Yulimar Rojas, die unter ihm 2021 bei den Olympischen Spielen in Tokio mit der Weltrekordweite von 15,67 m die Goldmedaille der Dreisprungkonkurrenz gewann.